# Oscar de la Fuente
Oscar Manuel de la Fuente (Buenos Aires, 10 de septiembre de 1912–íd., 20 de febrero de 1996), conocido también bajo el seudónimo Manuel Rosas, fue un músico argentino especializado en tango, reconocido como violinista, guitarrista, director de orquesta, compositor y arreglador.

## Biografía
Nació en el seno de una familia porteña en la intersección de las calles Lavalle y Suipacha, en Buenos Aires, donde su madre le inculcó el gusto por la guitarra desde los cuatro años, al imitarla ejecutando ese instrumento. A los seis años ingresó al Conservatorio Juana de Arco por influjo de su padre, quien lo alentó a perfeccionarse en solfeo, y más tarde —a los trece años— continuó sus estudios en el Conservatorio Municipal Manuel de Falla, donde tuvo de profesor de solfeo a Cátulo Castillo.
Se graduó en 1931 en el Conservatorio Municipal de Buenos Aires y obtuvo una beca para estudiar en Italia, la cual nunca se concretó, lo que lo llevó a pausar temporalmente su actividad musical entre 1931 y 1935.

## Carrera profesional
En la década de 1930 formó parte de un trío que amenizaba bailes en los barrios de Floresta, Flores y Mataderos, tocando tango, valses, pasodobles y foxtrots. A mediados de los años cincuenta se unió a la orquesta de Rodolfo Biagi, donde permaneció como primer violín y arreglador estable entre 1950 y 1960, aportando un nuevo tono al conjunto y consolidando varios éxitos del repertorio biaguense.
En 1959 y 1960 trabajó también con las formaciones de Juan Polito, Alfredo De Angelis y Salvador Grupillo, y entre 1955 y 1960 sus arreglos fueron grabados por intérpretes como Aníbal Troilo (“Intermezzo”, 1955) y el Trío Don Rodolfo con la voz de Hugo Duval. Tras su paso por Biagi, fundó su propio sexteto en el Café Nacional y, a partir de 1961, grabó para el sello discográfico Bemol —cuyas actividades dirigió junto a Juan Polito— al frente de la Orquesta Los Tangoleros.

## Como compositor
A lo largo de su carrera registró más de 540 obras en SADAIC, entre tangos, milongas y valses, y trabajó como arreglador para las editoriales Korn y Crismar. Algunas de sus composiciones más difundidas son:
- «Mi alondra»
- «Melodía para una novia» (letra de Lorenzo Spanu)
- «Tango soñador»
- «Bailarina de tango»
- «Intermezzo»
- «Dos ojos tristes»
- «Yo supe tener querencia»

## Últimos años
En sus últimos años combinó su labor musical con la pintura y la escritura. Falleció el 20 de febrero de 1996 en Buenos Aires.